# Porcsalma
Porcsalma é uma vila da Hungria, situada no condado de Szabolcs-Szatmár-Bereg. Tem 31,1 km² de área e sua população em 2019 foi estimada em 2.743 habitantes.